# Bệnh viêm phế quản truyền nhiễm ở gà
Bệnh viên phế quản truyền nhiễm ở gà (IB) là một bệnh truyền nhiễm cấp tính ở gà do Coronavirus gây nên (có đến 20 serotype của loại virus này) khi gà bị stress do lạnh và dinh dưỡng kém. Bệnh truyền qua tiếp xúc gà khoẻ với gà bệnh, qua không khí giữa các chuồng, giữa các trại, thời gian ủ bệnh 18-36 giờ. Bệnh gây rối loạn hô hấp nghiêm trọng, viêm thận và giảm sản lượng cũng như chất lượng trứng.

## Biểu hiện bệnh
Gà con khi bị bệnh có biểu hiện: há mồm ra thở, ho, hắt hơi, ran khí quản, dịch mũi chảy, mắt ướt, mắt sưng; thường tụm lại dưới chụp sưởi ấm, xù lông, phân loãng, ăn ít, uống nước nhiều, sút cân. Gà bị bệnh lúc mới nở có thể gây tổn thương cố định tới đường sinh dục dẫn đến giảm đẻ, trứng kém chất lượng.
Gà lớn bị bệnh tổn thương ở ống dẫn trứng ít nghiêm trọng hơn, không có dịch mũi, có trường hợp không có triệu chứng lâm sàng (bên ngoài).
Ở gà đẻ, bên cạnh các bệnh lý hô hấp thì giảm đẻ rõ rệt, giảm tỷ lệ trứng giống, tỷ lệ ấp nở giảm, trứng vỏ mềm, dị dạng, xù xì tăng cao.
Bệnh lan bệnh rất nhanh, thường nhiễm cao đến 100%, tỷ lệ chết đến 25% hoặc hơn nữa ở gà dưới 6 tuần tuổi và không đáng kể ở gà đã trên 6 tuần tuổi.

## Bệnh tích
Ở gà con bệnh, khi mổ khám thấy khí quản viêm, có dịch nhầy màu đục, có bã đậu ở trong khí quản và phế quản. Viêm phổi, thận sưng nhạt màu.
Ở gà lớn, khi mổ khám thấy khí quản xung huyết màu hồng, dịch nhầy nhiều, túi khí có bọt. Gà đẻ có thể có lòng đỏ trứng vỡ trong xoang bụng.

## Phòng và trị bệnh
Bệnh chưa có thuốc đặc trị, do đó thực hiện tốt các biện pháp quản lý dịch tễ, cách ly nghiêm ngặt, vệ sinh thú y mỗi khi thay đàn mới rất có ý nghĩa trong phòng bệnh. Đối với các bệnh kế phát do vi trùng gây ra thì dùng kháng sinh như Tetracyclin, Neotesol và các loại vitamin bổ dưỡng.
Phòng bệnh bằng tiêm vắc xin (loại sống và vô hoạt) là hữu hiệu nhất. Vắc xin nhược độc dùng cho gà con 2 lần, cách nhau 3-4 tuần.